# Culex levicastilloi
Culex levicastilloi är en tvåvingeart som beskrevs av Lane 1945. Culex levicastilloi ingår i släktet Culex och familjen stickmyggor. Inga underarter finns listade i Catalogue of Life.